# Eparchia di Tiraspol e Dubăsari

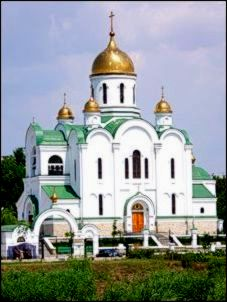
Cattedrale della Natività

L'eparchia di Tiraspol e Dubăsari (in moldavo: Eparhia de Tiraspol și Dubăsari, in russo: Тираспольская и Дубоссарская епархия) è un'eparchia della chiesa ortodossa moldava. Ha sede nella città di Tiraspol, in Moldavia, dove si trova la cattedrale della Natività, costruita nel 1999.

## Storia
Il 2 settembre 1990 è stato creato il vicariato Bender, che comprendeva anche la Transnistria. Il 18 luglio 1995 è stato creato il vicariato di Dubăsari, trasformato nel 1998 nell'eparchia di Tiraspol e Dubăsari.
L'8 settembre 2013 l'eparchia ha ricevuto la visita del Patriarca di Mosca e di tutta la Russia Kirill, in visita in Transnistria..